# Jhené Aiko
Jhené Aiko, de son nom complet Jhené Aiko Efuru Chilombo, née le 16 mars 1988 à Los Angeles, en Californie, est une auteure-compositrice-interprète américaine.

## Biographie

### Jeunesse et formation
Jhené Aiko est née et a vécu à Los Angeles. Elle est la fille de Christina Yamamoto, d'ascendance hispanique, dominicaine et japonaise et du Dr Karamo Chilombo, un pédiatre (de son vrai nom, Gregory Wycliff Barnes) d'ascendance afro-américaine, amérindienne (yaqui, choctaw, cherokee) et allemande.
À ses 4 ans elle est traumatisée par les violences policières infligées à Rodney King et par les émeutes qui se sont ensuivies.

### Carrière musicale
Baignée depuis sa petite enfance dans la musique, elle signe son premier contrat avec Epic/TUG à seulement 12 ans et vers 16 ans à renoncer à son contrat de se retirer pour achever ses études secondaires. Selon elle, cela lui a permis d'échapper au monde d'Hollywood afin d'acquérir sa propre expérience du vrai monde.
Elle a commencé sa carrière notamment en contribuant aux accompagnements vocaux de plusieurs morceaux du groupe R’n’B B2K. À ce moment même elle était connue pour être la prétendue « cousine de Lil Fizz », membre des B2K. Ce fut finalement une opération de marketing suggérée par Sony et Epic Records afin de promouvoir Aiko à travers B2K parce qu'ils étaient très proches.
Le 2 mars 2008, alors âgée de 20 ans, Jhéné Aiko, enceinte de O'Ryan, artiste et frère cadet du chanteur Omarion, donne naissance à sa fille Namiko Love
Browner. Sa carrière vit un regain de popularité en 2013, grâce à sa collaboration avec l'artiste canadien Drake sur le titre From Time, présent sur l'album Nothing Was The Same. Elle est, par ailleurs, présente sur la tournée lancée par ce dernier.
En août 2013, Jhéné Aiko est victime d'un accident de voiture. Elle s'en sort avec de légères contusions et un poignet cassé.
Le 2 mai 2014, son opus tiré de l'EP Sail Out The Worst, passe de troisième à premier sur Mainstream R&B / Hip-Hop Airplay. Avec cette réalisation, Jhéné Aiko est devenue la première artiste féminine à se classer au premier rang avec un premier single depuis que Jazmine Sullivan a atteint le même exploit avec "Need U Bad" en 2008. The Worst est également passé de quarante-septième à quarante-troisième sur le Billboard Hot 100 devenant la première sortie solo de Jhéné Aiko à atteindre ce rang dans les charts. La chanson a également culminé au onzième rang sur le US Hot R&B / Hip-Hop Songs en 2014. Elle tourne sous la houlette du réalisateur Lawrence Lamont pour le clip de The Worst.
Le 28 mars 2016, elle dévoile son projet commun avec le rappeur Big Sean intitulé Tweenty88. Un album dont les mélodies abordent les joies et dérives d'un couple auto-destructeur. À la suite de la sortie de l'album Twenty88, Jhené Aiko et Big Sean entretiennent une relation amicale mais Jhéné Aiko dément les rumeurs de couple avec le rappeur. En juin 2016, ils échangent un baiser sur scène dans le cadre de leur représentations.
Son troisième album studio, Chilombo, sort en mars 2020,.

## Vie privée
Elle a deux sœurs aînées, prénommées Miyoko et Jamila, qui étaient membres du groupe R&B Gyrl et ont fait une tournée avec Immature.
Elle déclarera avoir pour influence les chanteuses Aaliyah, Beyoncé et India.Arie.
Jhené Aiko a collaboré avec différents artistes tels que Ty Dolla Sign, Lil Wayne, Big Sean, Kendrick Lamar, Kanye West, Schoolboy Q, Omarion, Common, Donald Glover alias "Childish Gambino", Kehlani, Summer Walker ou encore Chris Brown,.
Le 19 juillet 2012, Jhené Aiko perd son frère, Miyagi, des suites d'un cancer.

### Romances
Le 19 novembre 2008, alors âgée de 20 ans, Jhené Aiko accueille son premier enfant, Namiko Love Browner, issue du fruit de son amour avec le chanteur O'Ryan.
En 2014, elle épouse le producteur Dot da Genius, ils divorcent en 2016.
De 2016 à début 2019, elle est en couple avec le rappeur Big Sean. Après une séparation de quelques mois, elle est de nouveau en couple avec ce dernier depuis fin 2019. En juillet 2022, le couple annonce sur Instagram l’arrivée de leur premier enfant. Leur bébé prénommé Noah Hasani naît le 8 novembre 2022.

## Discographie
- 2002 : My Name Is Jhené
- 2011 : Sailing Soul(s)[20]
- 2013 : Sail Out
- 2014 : Souled Out[9]
- 2016 : TWENTY88
- 2017 : Trip
- 2020 : Chilombo